# 賀来ゆうじ
賀来 ゆうじ（かく ゆうじ、1984年12月20日 - ）は、日本の漫画家・漫画編集者。

## 来歴
子どものころに漫画を描くことが大好きだったので、漫画家になりたいと思っていた。大学では人形劇サークルで人形のキャラクターデザインなどを行っていた。しかし、自分が漫画家になれるとは思えなくなり、それでも漫画に携わるために漫画編集者を目指したという。秋田書店に就職し、『週刊少年チャンピオン』編集部で浜岡賢次の6代目担当編集（2007年〜2008年）をした後、漫画家の夢を諦めるために複数の出版社に漫画を持ち込んだ。しかし3社ほどで好感触を得たため、連載を目指して集英社で活動するようになる。
第14回（2009年1月期）SQコミックグランプリ（審査員：木下聡志）で『おもいで税関』が佳作を受賞。同作は『ジャンプSQ.II』（集英社）に掲載された。
『ジャンプSQ』（集英社）2013年8号より2014年4月号まで 『FANTASMA』を連載する。同作は『ジャンプSQ.19』（集英社）に移籍し、2014年5月号・7月号に掲載された。 
『少年ジャンプ+』（集英社）で『ファイアパンチ』を連載していた藤本タツキのアシスタントになる。
『少年ジャンプ+』2018年1月22日から2021年1月25日まで『地獄楽』を連載。同作は発売後即重版されるなど『少年ジャンプ+』の人気作となった。同年10月には『地獄楽』の原画展が開催された。

## 人物
歌手でタレントのつるの剛士は従兄弟にあたる。幼少期、つるのとはよく一緒に絵を描いていたという。また『地獄楽』における殺陣の所作の指導は、殺陣師の親族（つるのから見ると従兄弟）が行っている。
藤本のアシスタントになった頃は自身の作家性に悩んでいたが、藤本と趣味が合い「自分を好きなものを好きな人がちゃんといる」と分かり自信が持てたという。
趣味は映画鑑賞。特技は料理。好きな漫画は『寄生獣』、『殺し屋1』、『ONE PIECE』等々。好きな作家は水木しげる、伊藤潤二、鬼頭莫宏等々。好きな言葉は「案ずるより産むが易し」

## 作品リスト
- 太字は連載作品
- 略称
  - SQ.II：ジャンプSQ.II、SQ：ジャンプSQ、SQ.19：ジャンプSQ.19、SQ.C：ジャンプSQ.CROWN、J+：少年ジャンプ+、WJ：週刊少年ジャンプ（いずれも集英社）
  - 〈収録〉SQ.CS:ジャンプSQ. Comic Selection

| タイトル                    | 形式 | 掲載号                                              | 収録        | 備考 |
| --------------------------- | ---- | --------------------------------------------------- | ----------- | --- |
| おもいで税関                | 読切 | SQ.II 2009年Vol.003 8月号                           | SQ.CS Vol.2 | デビュー作。 第14回SQコミックグランプリ佳作受賞作。 J+の『地獄楽』2018年5月14日更新分より[特別読切]として配信。 |
| 有毒師の帰還                | 読切 | SQ.II 2010年vol.004 1月号                           | 未          | |
| A HARD DAY'S RUN            | 読切 | SQ.19 2010年6月号                                   | 未          | |
| スペツナズ・トリグラフ      | 読切 | SQ 2011年12月号                                     | 未          | |
| BAD⭐︎SWING                  | 読切 | SQ 2012年7月号                                      | 未          | |
| FANTASMA                    | 連載 | SQ 2013年8号 - 2014年4月号 SQ.19 2014年5月号・7月号 | 全3巻       | |
| 若手作家が聞くマンガの極意! | 読切 | SQ 2014年12月号                                     | 未          | 八木教広へのインタビュー。                                                                                      |
| 脱獄姫                      | 読切 | SQ.C 2016 WINTER                                    | 未          | J+の『地獄楽』2018年7月2日更新分より[特別読切2]として配信。                                                     |
| イビルハート                | 読切 | SQ.C 2017 WINTER                                    | 未          | J+の『地獄楽』2018年9月17日更新分より[特別読切3]として配信。                                                    |
| 地獄楽                      | 連載 | J+ 2018年1月22日 - 2021年1月25日                    | 全13巻      | WJ 2018年36・37合併号、2019年28号に出張掲載。                                                                   |
| アヤシモン                  | 連載 | WJ 2021年50号 - 2022年26号                          | 全3巻       | |

### 紹介漫画
- ジャンプSQ.［SQ.MANGA Trailer］
  - 賀来ゆうじ×007スペクター
  - 賀来ゆうじ×LA LA LAND

### その他
- 『浦安鉄筋家族』シリーズ30周年記念お祝いイラスト（『週刊少年チャンピオン』2023年10号[11]）

## 関連人物

### 師匠
- 藤本タツキ

### アシスタント
- 龍幸伸